# Baby It's You
Singles de The Shirelles
Big John (en) Soldier Boy (en)
Baby It's You est une chanson de Mack David, Luther Dixon (crédité ici comme étant Barney Williams) et Burt Bacharach interprétée par les Shirelles en 1961 et reprise par les Beatles pour leur album Please Please Me (1963).

## Historique
Le titre original de cette chanson devait être I'll Cherish You. C'est le producteur des Shirelles Luther Dixon, qui cosigne le morceau sous le pseudonyme de Barney Williams, qui décide d'en modifier le titre. Les autres coauteurs sont Burt Bacharach et Mack David, le frère de son partenaire d'écriture habituel, Hal. Le 45 tours, paru sur le label Scepter en 1961, se place à la 8e position des charts américains.

## Version des Beatles
Pistes de Please Please Me
P.S. I Love You Do You Want to Know a Secret
Les Beatles enregistrent ce morceau le 11 février 1963 pour l'album Please Please Me, dans lequel figure aussi Boys, une autre chanson des Shirelles. Aux États-Unis, ces deux reprises se retrouvent originellement sur Introducing… The Beatles publié par Vee-Jay Records en 1963 et sur The Early Beatles, album édité par Capitol en 1965.
Les Beatles interprètent trois fois Baby It's You dans les studios de la BBC. La prestation du 1er juin 1963, diffusée le 26 juin à l'émission Pop Go the Beatles (en), se retrouve dans l'album Live at the BBC paru en 1994 et sur le maxi éponyme en 1995. Deux clips de cette chanson sont produits pour faire la promotion de ce disque et un de ceux-ci a été publié dans la collection The Beatles 1+.

### Interprètes
- John Lennon : chant, guitare rythmique
- George Harrison : chœurs, guitare solo
- Paul McCartney : chœurs, guitare basse
- Ringo Starr : batterie
- George Martin : célesta

## Autres reprises
Une adaptation française chantée par Sylvie Vartan sous le titre Baby c'est vous est sortie en EP à l'été 1962 et intégrée au premier album de la chanteuse, paru la même année.
Dave Berry a sorti ce titre en single en 1964.
La chanson reprise en 1969 par le groupe Smith et sa chanteuse Gayle McCormack, dans un style proche de celui de Janis Joplin, se classe 5e aux États-Unis. Elle se trouve sur leur album A Group Called Smith et apparaît en 2006 sur la bande originale de Boulevard de la mort de Quentin Tarantino.
Parmi les autres interprètes de cette chanson, on peut citer notamment :
- Cilla Black sur l'album Cilla (1965) ;
- The Carpenters sur Close to You (1970) ;
- Pia Zadora sur Pia (1982) ;
- Stacy Lattisaw et Johnny Gill sur Perfect Combination (1984) ;
- Nick Lowe et Elvis Costello sur L.A.F.S. (Love at First Sight) (1984);
- Johnny Thunders et Patti Palladin sur CopyCats (1988);
- Black Rain sur la réédition de License to thrill (2009).

## Liens Externes
- Apprendre "Baby, it's you" à la guitare (Vidéo)